# Getchu屋
Getchu屋（日語：げっちゅ屋）是日本ACG网上购物平台兼實體商店，每年固定於网上购物平台舉辦使用者參加型企劃「美少女游戏大赏」（日語：美少女ゲーム大賞）。

## 简介
Getchu的前身為Comike.com，它在2000年11月3日於秋葉原開設實體店。2001年4月，Comike.com宣佈自身將更名為getchu.com，實體店則更名為Getchu屋。Getchu的產品多以各類虛擬美少女角色為賣點。其贩售的商品涉及的领域有美少女遊戲、動畫、ACG週邊產品等。由於其有在販售帶成人內容的產品，故其部分頁面設有年齡限制。除此之外，它提供平台予同人創作者獲利，讓他們在其上出售同人產品。

### 美少女游戏大赏
美少女游戏大赏（日語：美少女ゲーム大賞）是由Getchu.com每月／年慣例舉辦的的使用者參加型企劃，由網站使用者對當月／年在Getchu.com販售的美少女游戏進行投票。
单月投票不分部门，只有一种，並于次年进行前年度的美少女游戏投票总评选，分为综合、剧本、系统、作画、音乐、影片、角色、工口，共8个部门。
年度投票界面的游戏一般取自1-12月每个月的投票得赏前10名，不过也可以手動輸入作品名和該作品在Getchu.com上的介紹頁來投给没有列出的游戏。每个IP每天可以投票一次，而更换IP清除网页cookie则无此限制。投票24小时之后可以进行下一次投票，在同一个部门下，第二次投票游戏不能与第一次相同，否则视为作废。
活動最早從2003年開始舉辦，2003到2009活動標題與部門分類經多次修改，到2010年才固定標題為「美少女游戏大赏」並分類為8部門。

## 評價
《我們的美少女遊戲編年史》（ぼくたちの美少女ゲーム クロニクル）認為Getchu屋因列出較多美少女遊戲的衍生產品，故其作為遊戲數據庫的實用性較駿河屋高。